# Tranh khảm
Tranh khảm là một tác phẩm nghệ thuật hoặc hình ảnh làm từ những viên đá, mảnh kính hay mảnh gốm nhiều màu sắc, được cố định bằng thạch cao/vữa, và bao phủ một bề mặt. Tranh khảm thường được sử dụng để trang trí sàn nhà và tường, và đặc biệt phổ biến trong thế giới La Mã cổ đại.
Tranh khảm ngày nay không chỉ xuất hiện trên các bức tường và mặt đường, mà còn là những tác phẩm nghệ thuật, đồ thủ công, và còn được áp dụng vào các hình thức công nghiệp và xây dựng.
Tranh khảm có lịch sử lâu đời, bắt nguồn từ Lưỡng Hà vào thiên nhiên kỷ 3 TCN. Tranh khảm đá cuội được làm tại Tiryns vào thời kỳ Mycenean ở Hy Lạp. Và tranh khảm với các họa tiết và bức tranh đã trở nên phổ biến trong thời kỳ cổ đại, cả ở Hy Lạp cổ đại và La Mã cổ đại. Trong thời kỳ đầu Kitô giáo, những vương cung thánh đường từ thế kỷ 4 trở đi được trang trí bằng các tranh khảm trên sàn nhà và tường. Nghệ thuật tranh khảm phát triển mạnh ở Đế quốc Đông La Mã tầm khoảng từ thế kỷ 6 đến 14; và nghệ thuật này đã du nhập vào Vương quốc Sicilia thời Normandy vào thế kỷ 12. Tranh khảm trở nên lối thời vào thời kỳ Phục hưng, mặc dù các họa sĩ như Raffaello vẫn tiếp tục làm tranh khảm. Ảnh hưởng của Đế quốc La Mã và Đông La Mã đã khiến những họa sĩ trang trí các giáo đường ở Trung Đông vào thế kỷ 5 và 6 bằng tranh khảm sàn nhà.
Tranh khảm hình tượng, những chủ yếu là không có người được sử dụng rộng rãi trong các công trình kiến trúc tôn giáo vào thời kỳ đầu nghệ thuật Hồi giáo như Mái vòm đá ở Jerusalem,và Nhà thờ Hồi giáo Umayyad ở Damascus. Những bức tranh khảm như vậy trở nên lỗi thời ở thế giới Hồi giáo vào thế kỷ 8, ngoại trừ những họa tiết hình học như là zellij vẫn còn phổ biến ở một số khu vực.
Tranh khảm hiện đại được làm bởi họa sĩ và thợ thủ công trên khắp thế giới. Ngoài những vật liệu truyền thống như đá, gạch khảm gốm, kính tráng men và kính màu thì còn có những vật liệu mới như vỏ sò, hột vòng, hạt charm, dây vòng, bánh răng, đồng xu, và những mảnh trang sức.